# Harold & Kumar - Due amici in fuga
Harold & Kumar - Due amici in fuga (Harold & Kumar Escape from Guantanamo Bay) è un film del 2008 diretto da Jon Hurwitz e Hayden Schlossberg, con protagonisti John Cho e Kal Penn, sequel di American Trip - Il primo viaggio non si scorda mai del 2004.

## Trama
Dopo gli eventi di American Trip - Il primo viaggio non si scorda mai, Harold e Kumar decidono di partire per Amsterdam ma durante il volo una donna scambia Kumar per un terrorista a causa del suo aspetto mediorientale così che l'aereo viene fatto ritornare indietro e i due immediatamente arrestati e imprigionati nel campo di detenzione di Guantanamo Bay a Cuba. Appena un'ora dopo i due riescono a fuggire e raggiunti gli Stati Uniti si mettono in viaggio per il Texas nella speranza che Colton, il nuovo fidanzato di Vanessa (l'ex ragazza di Kumar) possa aiutarli a rimettere le cose a posto grazie alle sue amicizie con la Casa Bianca.
Harold e Kumar, braccati e ricercati dalle autorità di tutto il Paese, soprattutto dall'ispettore Ron Fox, intraprendono così un altro sconsiderato viaggio durante il quale, scappando da una setta del Ku Klux Klan rincontrano ancora una volta Neil Patrick Harris che offrendogli un passaggio in auto li trascina in altre disavventure ma sulla strada per il Texas, ma dopo essersi recati in un bordello, a Neil viene sparato e rimane ucciso. Kumar e Harold scappano, per chiedere aiuto a Colton, fidanzato di Vanessa, il quale li tradisce consegnandoli all'ispettore Fox.
In viaggio per Guantanamo Bay i due riescono a liberarsi, grazie all'aiuto dell'ispettore Mitcher, che aveva capito la loro innocenza, Mitcher però muore cadendo dall'aereo, nella caduta muore anche Fox. Gli unici a salvarsi sono Kumar e Harold che precipitano nella casa del presidente George W. Bush, il quale li scagiona da ogni colpa. Kumar si reca quindi al matrimonio tra Vanessa e Corton interrompendolo, Kumar e Vanessa si rimettono insieme e Harold riesce a ritornare ad Amsterdam per incontrare Maria.
Nel finale del film, dopo i titoli di coda, si scopre che Neil Patrick Harris é sopravvissuto.

## Sequel
Nel 2010 è stata ufficializzata l'uscita del terzo capitolo, distribuito a partire dal 4 novembre 2011 intitolato Harold & Kumar - Un Natale da ricordare.

## Incassi
In america il film ha incassato 43,5 milioni USD, superando di molto le aspettative, il budget era infatti solo di 12 milioni USD.